# Sunyani Airport
Sunyani Airport är en flygplats i Ghana. Den ligger i den centrala delen av landet, 300 km nordväst om huvudstaden Accra. Sunyani Airport ligger 309 meter över havet.
Terrängen runt Sunyani Airport är huvudsakligen platt. Sunyani Airport ligger uppe på en höjd. Runt Sunyani Airport är det ganska tätbefolkat, med 144 invånare per kvadratkilometer. Närmaste större samhälle är Sunyani, 2,4 km söder om Sunyani Airport. Omgivningarna runt Sunyani Airport är en mosaik av jordbruksmark och naturlig växtlighet.